# Альфред Вюнненберг
Альфред Вюнненберг (нім. Alfred Wünnenberg; 20 липня 1891, Саррбур — 30 грудня 1963, Крефельд) — німецький офіцер Ваффен-СС і Поліції, обергруппенфюрер СС і генерал Ваффен-СС і Поліції, кавалер Лицарського хреста Залізного хреста з Дубовим листям.

## Ранні роки
Альфред Вюнненберг народився 20 липня 1891 року в місті Саррбур. 28 січня 1913 року вступив в армію унтер-офіцером, 5 серпня 1914 отримав звання лейтенанта. Був учасником Першої світової війни. За бойові заслуги нагороджений Залізним хрестом 2-го і 1-го класу. У 1920 році демобілізований в чині капітана і 1 лютого надійшов на службу в поліцію безпеки у званні оберлейтенанта поліції.
19 вересня 1920 року переведений в шуцполіцію. У 1926-28 роках навчався в поліцейській школі Крефельда. З травня 1928 року служив в поліції Кельна, потім був інспектором поліції в Гінденбурзі. 1 травня 1933 року Вюнненберг вступив в НСДАП (партійний квиток № 2 222 600). З серпня 1933 року був командиром шуцполіції в Бойтені, з травня 1934 року — у Гливицях, з лютого 1935 року — у Саарбрюккені, з жовтня 1937 року — в Бремені, з жовтня 1937 року — в Мангаймі.

## Друга світова війна
2 жовтня 1939 року призначений командиром 3-го поліцейського стрілецького полку СС в складі поліцейської дивізії СС. 1 січня 1940 року Альфред вступив в СС (службове посвідчення № 405 898). З 15 грудня 1941 по 17 квітня 1943 був командиром поліцейської панцергренадерської дивізії СС. З 8 червня по 23 жовтня 1943 був командувачем IV танкового корпусу СС.
31 серпня 1943 року коли Курт Далюге був направлений заступником імперського протектора Богемії і Моравії, Вюнненберг очолив Головне управління поліції порядку, в підпорядкуванні якого перебували всі поліцейські сили (крім поліції безпеки) в Німеччині та на окупованих територіях.
У травні 1945 року був узятий в полон в Шлезвіг-Гольштейні британськими військами.

## Життя після війни
Альфред Вюнненберг помер 30 грудня 1963 року в місті Крефельд.

## Звання
- Фанен-юнкер (25 лютого 1913)
- Фанен-юнкер-унтерофіцер (28 червня 1913)
- Фенріх (27 січня 1914)
- Лейтенант (5 серпня 1914)
- Оберлейтенант (6 листопада 1917)
- Гауптман запасу (1920)
- Оберлейтенант поліції (1 лютого 1920)
- Гауптман поліції (13 липня 1921)
- Майор резерву (серпень 1931)
- Майор охоронної поліції (1 квітня 1932)
- Оберстлейтенант охоронної поліції (20 квітня 1937)
- Штандартенфюрер СС і оберст охоронної поліції (1 січня 1940)
- Генерал-майор поліції (1 жовтня 1941)
- Оберфюрер СС (9 листопада 1941)
- Бригадефюрер СС (9 грудня 1941)
- Группенфюрер СС (1 липня 1942)
- Генерал-лейтенант поліції (11 липня 1942)
- Обергруппенфюрер СС, генерал Ваффен-СС і поліції (1 липня 1943)

## Нагороди
- Залізний хрест 2-го і 1-го класу
- Нагрудний знак пілота-спостерігача (Пруссія) (5 липня 1917)
- Королівський орден дому Гогенцоллернів, лицарський хрест з мечами (30 жовтня 1918)
- Нагрудний знак «За поранення» в сріблі (22 грудня 1920)
- Медаль «За Верхню Сілезію» (1 листопада 1923)
- Почесний хрест ветерана війни з мечами
- Медаль «За вислугу років у Вермахті» 4-го, 3-го, 2-го і 1-го класу (25 років)
- Німецький кінний знак в бронзі (31 березня 1937)
- Почесний знак протиповітряної оборони 2-го ступеня (30 березня 1938)
- Медаль «У пам'ять 13 березня 1938 року»
- Медаль «За вислугу років у поліції» 3-го, 2-го і 1-го ступеня (25 років; 26 вересня 1938) — отримав 3 нагороди одночасно.
- Застібка до Залізного хреста
  - 2-го класу (18 червня 1940)
  - 1-го класу (21 серпня 1940)
- Почесна шпага рейхсфюрера СС
- Кільце «Мертва голова»
- Лицарський хрест Залізного хреста з Дубовим листям
  - Лицарський хрест (15 листопада 1941)
  - Дубове листя (№  91; 23 квітня 1942) — вручене особисто Адольфом Гітлером у «Вовчому лігві».
- Медаль «За зимову кампанію на Сході 1941/42» (28 липня 1942)